# 학위논문

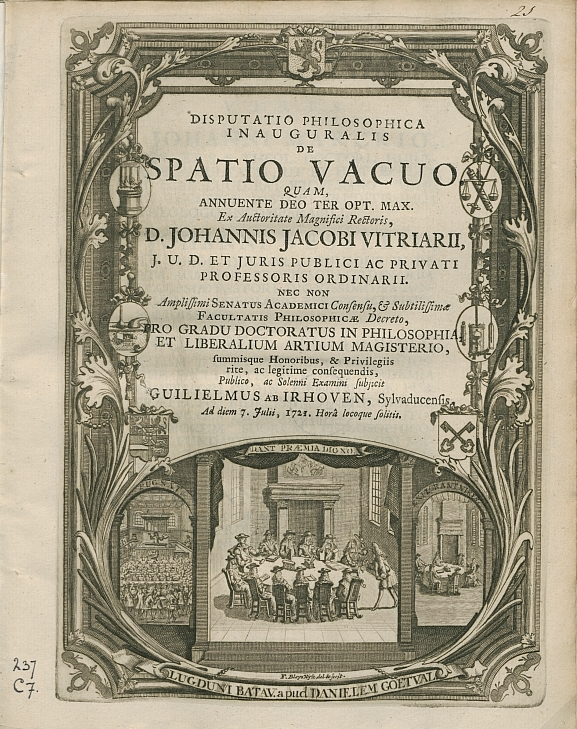

학위논문(學位論文, thesis 또는 dissertation)은 해당분야의 학위를 취득하기 위하여 또는 전문적인 자격을 얻기 위하여 제출되어 전문가들에 의해서 통과된 글이 논문이다. 즉, 학위논문은 졸업을 위해 대학생 및 대학원생들에게 필요한 요구 사항 중 하나이다. 졸업을 위해 연구원들이 논문을 작성하고 끝내는 경우도 있지만, 동일한 논문으로 논문 출판을 준비하는 경우도 많다. 하지만 학위논문은 저널에 출판되는 논문과는 다른 구조를 가지고 있다.
단순히 학위  논문은 저널에 게시할 수는 없다. 저널 논문으로  전환해야 되는데 여기에는 여러 단계가 포함되어 있다.  저널 논문은 다른 논문보다  훨씬 짧다는 것을 인지하는 것이 중요하다. 학위  논문을 저널 논문으로 전환하는 것은 단순히 복사, 붙여넣기의 과정이 아니다.

## 기원
thesis라는 말은 그리스어 θέσις (무엇인가 제시하는 것, something put forth)에서 왔다. dissertation이라는 말은 라틴어
dissertātiō (길, path)에서 왔다.

## Thesis와 dissertation의 차이
일부 문맥에서는 thesis라는 단어가 학사 또는 석사 과정의 일부로 사용되는 반면, dissertation은 일반적으로 박사 학위에 적용된다. 이것이 미국 영어에서의 일반적인 합의이다. 영국과 아일랜드 공화국의 대부분의 기관과 같은 다른 상황에서는 그 반대가 사실이다. Graduate thesis라는 용어는 때때로 석사 논문과 박사 논문을 모두 지칭하는 데 사용된다.
Dissertation이라는 단어는 때때로 학위 취득과 관련 없는 출판 논문(treatise)을 설명하는 데 사용될 수 있다. Thesis라는 용어는 에세이 또는 유사한 저작물의 일반적인 주장을 지칭하는데도 사용된다.
학술 논문은 paper 또는 article이라고 부른다.

## 개요
형식이나 서식 등은 각 대학 · 학부 · 학과 · 전공 분야에 따라 다르지만, 대체로 IMRAD 형을 취하는 경우가 많다.
예전에는 원고지에 자필로 적는 경우가 많았지만, 워드프로세서 등을 이용하여 컴퓨터로 작업하는 경우가 많다. 이 때문에 졸업논문을 전문 업자에게 대행시켜 작성하는 문제가 발생하고 있다. 이 때문에 최근 대학에서는 엄격하게 실시하고 있다.

## 같이 보기
- 논문 (thesis, dissertation, paper, article)
- 학술 출판#학술 논문 (학술 논문은 paper나 article)
- 출판 논문 (treatise)
- 논문집 (collection of articles)